# میلاد فاندر
میلاد فاندر (زاده ۱۳ مهر ۱۳۶۹ در کرج) مدیر ورزشی اهل ایران است که  از ۱۳۹۸ به‌ عنوان سخنگو، مدیر روابط عمومی و رسانه باشگاه فوتبال هوادار فعالیت می‌کند.

## سابقه
میلاد فاندر سابقه مدیریت در باشگاه‌های فوتبال آلومینیوم اراک، اکسین البرز، مقاومت البرز و تیم ملی پیشکسوتان ایران در جام جهانی ۲۰۱۸ و همچنین سال‌ها سردبیری و روزنامه‌نگاری را در کارنامه دارد.

## حواشی

#### باشگاه فوتبال گل ریحان البرز
- موج افشاگری هایش در فصل ۹۸-۹۷ که همزمان مدیر روابط عمومی باشگاه گل ریحان البرز و سردبیر دو رسانه تاثیرگذار لیگ یکی بود سبب شد کمیته اخلاق در تاریخ ۲۰ فروردین ۱۳۹۸ به بهانه حفظ آرامش رقابت ها در چند هفته پایانی، میلاد فاندر و عوامل رسانه اش را در اقدامی پر سر و صدا از ورود به ورزشگاه ها با دستور موقت یک ماهه و تا پایان مسابقات محروم نماید.[۱۸][۱۹]

#### باشگاه فوتبال هوادار
- صدور بیانیه معروف در روز بازی پرسپولیس و هوادار در فصل ۱۴۰۲-۱۴۰۱ که با شکست و شکایت باشگاه پرسپولیس مواجه شد و مصاحبه جنجالی اشکان خورشیدی بر علیه وی پس از دیدار فصل ۱۴۰۳-۱۴۰۲ پرسپولیس و هوادار و درگیری های رسانه ای بابت برگزاری دیدار نیمه نهایی جام حذفی پرسپولیس و هوادار در ورزشگاه پاس قوامین سبب شده است که میلاد فاندر نزد طرفداران پرسپولیس به چهره‌ ای منفور تبدیل بشود.[۲۰][۲۱][۲۲][۲۳][۲۴][۲۵][۲۶]

##### محمدجواد آذری جهرمی
- پس از شکست سنگین باشگاه فوتبال هوادار برابر باشگاه فوتبال استقلال در فصل ۱۴۰۲-۱۴۰۱ که باشگاه هوادار با اتهامات گسترده تبانی با استقلال از سوی هواداران پرسپولیس مواجه شده بود نیز محمدجواد آذری جهرمی وزیر پیشین ارتباطات ایران در فضای مجازی متن کنایه آمیزی را بر علیه باشگاه هوادار منتشر کرد که پاسخ میلاد فاندر و افشاگری های او بر علیه  آذری جهرمی جنجالی شد.[۲۷][۲۸][۲۹]

#### صدا و سیما و فساد در فوتبال
- میلاد فاندر در گفت و گوی تصویری که به طور گسترده در فضای رسانه ای ورزش ایران منتشر شد،انتقادات بسیار تندی را در رابطه با عملکرد به اعتقاد وی تبعیض آمیز سازمان صدا و سیما،عدم حمایت متولیان فوتبال و ورزش تهران از باشگاه هوادار مطرح کرد و افشاگری های زیادی در رابطه با پرونده معروف به فساد در فوتبال ایران به زبان آورد.[۳۰][۳۱][۳۲]

#### دیدار هوادار تهران و ملوان بندرانزلی
- در پایان دیدار هوادار تهران و ملوان بندرانزلی و پس از پیروزی هواداری ها در تهران، میلاد فاندر مدیر رسانه ای بنفش ها در مسیر خروج از رختکن مورد حمله فیزیکی و هجوم و ضرب و شتم تعداد زیادی از ملوانان قرار گرفت که ویدئوهای منتشر شده صحنه هایی خشونت آمیز و سازمان یافته را نشان می داد و واکنش های انتقادی فراوانی را در پی داشت.[۳۳][۳۴][۳۵][۳۶][۳۷][۳۸]